# Ларин, Андрей Алексеевич
Ларин Андрей Алексеевич (род. 18 июня 1955, Москва) — советский и украинский учёный-механик, специалист в области динамики и прочности машин, профессор НТУ «ХПИ». Основные сферы деятельности — теоретическая и аналитическая механика, теория колебаний, вибрационная диагностика, история науки и техники, военная история.

## Биография
В 1979 году окончил инженерно-физический факультет Харьковского политехнического института по специальности «Динамика и прочность машин». С этого же года работал на кафедре динамики и прочности машин, с 1982 года — на кафедре теоретической механики. Под руководством профессора Л.И.Штейнвольфа занимался разработкой методов вибрационной диагностики, а также расчетами на прочность и колебания различных механических систем, в основном с двигателями внутреннего сгорания.
В 1988 году защитил кандидатскую диссертацию на тему «Численные методы вибрационной диагностики рабочего процесса двигателей внутреннего сгорания». Объектами исследования были тепловозный дизель 10Д100 и танковый дизель 5ТДФ производства ПО Харьковский завод транспортного машиностроения (ХЗТМ) им. В.А.Малышева.
Позднее занимался расчетами танковых силовых установок с дизелями 5ТДФ и 6ТД, в рамках сотрудничества с ХЗТМ им. В. А. Малышева и силовых установок промышленных тракторов, сотрудничая с выпускающим их Чебоксарским заводом.
Среди рассматриваемых задач были следующие:
- расчёты свободных колебаний линейных систем (частоты и формы), а также систем с нелинейностями (построение скелетных кривых);
- вынужденные установившиеся колебания, в том числе с учётом имеющихся нелинейностей;
- расчеты переходных процессов и связанных с ними проблемами колебаний при разгоне машины (эффект Зоммерфельда) и на выбеге;
- задачи уравновешивания двигателей и других машин;
- динамические расчеты на прочность коленчатых валов с учётом податливости корпуса, масляного слоя в подшипниках, несоосности опор, а также сложной формы вала;
- синтез (подбор параметров) силовых установок по вибрационным характеристикам, в том числе выбор параметров корректирующих устройств, таких как демпферы, антивибраторы и упругие муфты;
- колебания подвески колёсных и гусеничных машин;
- расчеты систем виброизоляции машин, а также авиационных и космических навигационных приборов.

С 2010 года работает на кафедре истории науки и техники.
Автор 160 научных работ, в том числе 5 монографий и 40 учебно-методических трудов. Участвовал в создании программного комплекса КИДИМ для кинематических и динамических расчетов машин на базе системы компьютерной алгебры, автор дистанционного курса по теоретической механике.
В свободное время занимается военно-исторической миниатюрой.
Женат, есть двое детей и четверо внуков.